# Адміністративний устрій Берестинського району
Адміністративний устрій Берестинського району — адміністративно-територіальний поділ Берестинського району Харківської області на 1 міську та 13 сільських рад, які об'єднують 66 населених пунктів та підпорядковані Берестинській районній раді. Адміністративний центр — місто Берестин.

## Список радБерестинського району
| №  | Назва                              | Центр                | Населені пункти                                                                     | Площа км² | Місце за площею | Населення (2001), чол. | Місце за населенням |
| -- | ---------------------------------- | -------------------- | ----------------------------------------------------------------------------------- | --------- | --------------- | ---------------------- | ------------------- |
| 1  | Берестинська міська рада           | м. Берестин          | м. Берестин c-ще Дослідне c-ще Куми c-ще Степове                                    |           |                 |                        |                     |
| 2  | Володимирівська сільська рада      | c. Володимирівка     | c. Володимирівка c. Варварівка c. Копанки c. Лукашівка c. Олександрівка c-ще Садове |           |                 |                        |                     |
| 3  | Кирилівська сільська рада          | c. Кирилівка         | c. Кирилівка c. Високе c. Світле c. Червоне                                         |           |                 |                        |                     |
| 4  | Кобзівська сільська рада           | c. Кобзівка          | c. Кобзівка c. Кобзівка Друга c-ще Дружба c. Новопавлівка c. Одрадівка c. Шкаврове  |           |                 |                        |                     |
| 5  | Зорянська сільська рада            | c. Зоряне            | c. Зоряне c. Тишенківка c. Вишневе                                                  |           |                 |                        |                     |
| 6  | Мартинівська сільська рада         | c. Мартинівка        | c. Мартинівка c. Вільховий Ріг c. Вознесенське c. Гадяч c. Добренька c. Кам'янка    |           |                 |                        |                     |
| 7  | Миколо-Комишуватська сільська рада | c. Миколо-Комишувата | c. Миколо-Комишувата c. Гірчаківка c. Мокрянка                                      |           |                 |                        |                     |
| 8  | Наталинська сільська рада          | c. Наталине          | c. Наталине c. Улянівка                                                             |           |                 |                        |                     |
| 9  | Іванівська сільська рада           | c. Іванівське        | c. Іванівське c. Берестовенька c. Гранове c. Калинівка                              |           |                 |                        |                     |
| 10 | Петрівська сільська рада           | c. Петрівка          | c. Петрівка c-ще Балки c. Лип'янка                                                  |           |                 |                        |                     |
| 11 | Піщанська сільська рада            | c. Піщанка           | c. Піщанка c-ще Покровське c. Новоселівка                                           |           |                 |                        |                     |
| 12 | Попівська сільська рада            | c. Попівка           | c. Попівка c. Вільне c. Маховик c. Роздолля c. Ясна Поляна                          |           |                 |                        |                     |
| 13 | Соснівська сільська рада           | c. Соснівка          | c. Соснівка c. Березівка                                                            |           |                 |                        |                     |
| 14 | Хрестищенська сільська рада        | c. Хрестище          | c. Хрестище c. Кобцівка c. Оленівка c. Першотравневе c. Українка                    |           |                 |                        |                     |

* Примітки: м. — місто, с-ще — селище, смт — селище міського типу, с. — село